# Utah State Aggies football
La squadra di football degli Utah State Aggies rappresenta l'Università statale dello Utah. Gli Aggies competono nella Football Bowl Subdivision (FBS) della National Collegiate Athletics Association (NCAA) e nella Mountain West Conference. La squadra è allenata ad interim da Nate Dreiling. Gioca le sue gare interne al Maverick Stadium di Logan, Utah, e le sue rivalità principali sono con i BYU Cougars, gli Utah Utes e i Wyoming Cowboys.
Gli Aggies hanno disputato 16 bowl di fine stagione nella loro storia, vincendone sei: l'LA Bowl 2021 contro gli Oregon State Beavers, il New Mexico Bowl 2018 contro i North Texas Mean Green, il New Mexico Bowl 2014 contro gli UTEP Miners, il Poinsettia Bowl 2013 contro i Northern Illinois Huskies, il Famous Idaho Potato Bowl 2012 contro i Toledo Rockets e il Las Vegas Bowl 1993 contro I Ball State Cardinals.

## Conference di appartenenza
Wyoming è stata sia indipendente che affiliata a diverse conference durante la sua storia.
- Independente (1892–1901)
- Colorado Football Association (1902–1908)
- Sconosciuto (1909–1913)
- Rocky Mountain Athletic Conference (1914–1937)
- Mountain States Conference (1938–1961)
- University Division Independent (1962–1972)
- Division I Independent (1973–1977)
- Pacific Coast Athletic Association / Big West Conference (1978–2000)
- Division I-A Independent (2001–2002)
- Sun Belt Conference (2003–2004)
- Western Athletic Conference (2005–2012)
- Mountain West Conference (2013–presente)

## Titoli di conference
| Anno  | Conference         | Allenatore                         | Record | Rec. conf. |
| 1921  | Dick Romney        | Rocky Mountain Athletic Conference | 7–1    | 4–0        |
| 1935† | Dick Romney        | Rocky Mountain Athletic Conference | 5–2–1  | 5–1–1      |
| 1936  | Dick Romney        | Rocky Mountain Athletic Conference | 7–0–1  | 6–0–1      |
| 1946† | Dick Romney        | Big Seven Conference               | 7–2–1  | 4–1–1      |
| 1960† | John Ralston       | Skyline Conference                 | 9–2    | 6–1        |
| 1961† | John Ralston       | Skyline Conference                 | 9–1–1  | 5–0–1      |
| 1978† | Bruce Snyder       | Pacific Coast Athletic Association | 7–4    | 3–1        |
| 1979  | Bruce Snyder       | Pacific Coast Athletic Association | 8–2–1  | 4–0–1      |
| 1993† | Charlie Weatherbie | Big West Conference                | 7–5    | 5–1        |
| 1996† | John L. Smith      | Big West Conference                | 6–5    | 4–1        |
| 1997† | John L. Smith      | Big West Conference                | 6–6    | 4–1        |
| 2012  | Gary Andersen      | Western Athletic Conference        | 11–2   | 6–0        |
| 2021  | Blake Anderson     | Mountain West Conference           | 10–3   | 6–2        |

† Co-campioni

## Membri della Pro Football Hall of Fame
| Giocatore    | Ruolo | Anni      | Intr. |
| Merlin Olsen | DL    | 1959–1961 | 1982  |

## Membri della College Football Hall of Fame
| Giocatore      | Ruolo                     | Anni      | Intr. |
| Merlin Olsen   | DL/ DT                    | 1959-1961 | 1980  |
| John Ralston   | All.                      | 1959-1962 | 1992  |
| LaVell Edwards | OL (introdotto come all.) | 1949-1951 | 2004  |